# Plac Konstytucji (stacja metra)
Plac Konstytucji – planowana stacja linii M1 metra w Warszawie.

## Historia
Nazwa stacji została nadana uchwałą Rady Narodowej m.st. Warszawy 16 grudnia 1983. Wstępne prace w rejonie stacji rozpoczęły się w 1986.
Stacja Plac Konstytucji razem ze stacją Muranów zostały wyłączone z budowy w 1989 ze względu na oszczędności. Według planów znajdować się miała między stacją Politechnika (592 metry od stacji) a stacją Centrum (858 m od stacji). Obecnie w miejscu planowanej stacji znajduje się szyb wentylacyjny dla niej wybudowany. Jego wylot jest umieszczony na pl. Konstytucji.
24 stycznia 2006 władze Warszawy podjęły decyzję o budowie obu pominiętych stacji metra (Plac Konstytucji i Muranów). Stacja Plac Konstytucji ma znajdować się pod ul. Marszałkowską, w ciągu od pl. Konstytucji do skrzyżowania z ul. Hożą. Planowana stacja ma być krótsza niż projektowano to w latach 80., a same wyjścia ze stacji nie będą znajdowały się na pl. Konstytucji. Cała stacja będzie nieco przesunięta w stronę ul. Wilczej.
W 2019 ogłoszono i rozstrzygnięto przetarg na wykonanie dokumentacji przedprojektowej i projektów budowlanych stacji Plac Konstytucji i Muranów. Na przygotowanie i uzyskanie pozwoleń na budowę spółka Metro Warszawskie przewiduje 24 miesiące od daty podpisania umowy. 19 grudnia 2024 zostały wydane pozwolenia na budowę tej stacji oraz stacji Muranów przez wojewodę mazowieckiego Mariusza Frankowskiego.

## W kulturze
Wybudowana, lecz niewykończona stacja Plac Konstytucji pojawia się w postapokaliptycznej powieści Kompleks 7215 (2014) Bartka Biedrzyckiego.